# Traudl Klink
Traudl Klink (* 31. Oktober 1955) ist eine deutsche Unternehmerin und ehemalige Automobilrennfahrerin.

## Karriere
Traudl Klink stieg Anfang der 1980er Jahre in den Motorsport ein. 1984 und 1985 startete sie mit einem Ford Fiesta XR2 im Ford Fiesta Ladies Cup. Dort wurde sie 1984 Zweite in der Gesamtwertung und ein Jahr später gewann sie den Meistertitel.
In der Deutschen Tourenwagen-Meisterschaft (DTM) ging sie 1986 nur einmal beim Super-Sprint-Rennen auf dem Nürburgring mit einem Ford Escort RS Turbo an den Start. Das Rennen konnte sie jedoch nicht beenden.
1987 fuhr sie im Porsche-Markenpokal Porsche 944 Turbo Cup.
Klink startete 1989 zusammen mit Andreas Middendorf und Werner Kather mit einem Ford Sierra RS Cosworth beim 24-Stunden-Rennen von Spa-Francorchamps. Das Rennen beendeten sie auf dem 26. Platz.
1998 ging sie für verschiedene Teams mit einem BMW 320i und einem VW Golf GTI in der Deutschen Tourenwagen-Challenge an den Start und beendete die Saison auf dem 30. Platz.
Mit der Saison 1999 fuhr sie im Renault Mégane Cup und erreichte zum Jahresende den 17. Platz. Ein Jahr später startete sie in der Renault Clio V6 Trophy und wurde dort 26. zum Saisonende.
Von 2004 bis 2010 ging sie mehrmals beim 24-Stunden-Rennen auf dem Nürburgring an den Start. In ihrem letzten Rennen 2010 startete sie mit einem Renault Clio III Cup in der SP3-Klasse und beendete das Rennen auf den 49. Platz.
Traudl Klink arbeitet seit 1990 als Fahrinstruktorin und ist Geschäftsführerin des 2000 von ihr gegründeten Motorsport-Unternehmens.